# David Packard

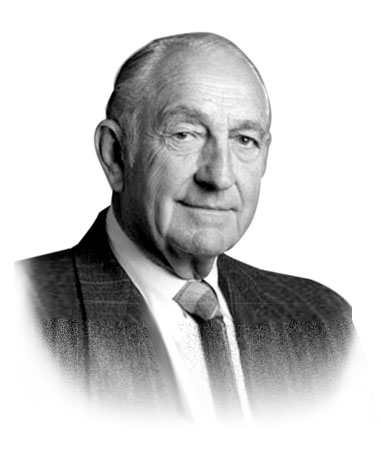
David Packard

David Dave Packard (Pueblo, Colorado, 7 september 1912 - Stanford, Californië, 26 maart 1996) was medeoprichter, president, CEO en voorzitter van Hewlett-Packard en was ook van 1969 tot 1971 United States Deputy Secretary of Defense in de regering-Nixon. Hij ontving in 1988 de Presidential Medal of Freedom.
Packard studeerde in 1939 af aan de Stanford-universiteit met een master in de elektrotechniek en stichtte dat jaar samen met William Reddington Hewlett, zijn studiegenoot tijdens zijn bachelorjaren, het bedrijf Hewlett-Packard. Doorheen de jaren werd duidelijk dat Packard schitterde als bedrijfsleider en Hewlett zorgde voor de innovatie in het bedrijf. Packard werd in 1947 de eerste president van het bedrijf tot 1964, toen hij de titels van CEO en voorzitter van de raad van bestuur combineerde tot 1968. Hij verliet HP in 1969 om voor Nixon een rol op te nemen als viceminister van defensie tot 1971. Hij keerde nadien naar het bedrijf terug en werd herkozen als voorzitter van het bestuur waar hij tot zijn pensioen in 1993 bleef. Bij zijn overlijden op 83-jarige leeftijd had hij voor 1 miljard dollar aandelen van het bedrijf.
- Association for Computing Machinery: 81100244262
- Bibliothèque nationale de France: cb125141509 (data)
- CiNii: DA09727700
- Gemeinsame Normdatei: 119407280
- International Standard Name Identifier: 0000 0000 8183 1834
- Library of Congress Control Number: n88040520
- National Archives and Records Administration: 10572897
- Bibliotheek van het Japanse parlement: 00515390
- Nationale Bibliotheek van Tsjechië: jx20090507007
- Nationale Bibliotheek van Israël: 987007318327305171
- SNAC: w6q81f36
- Système universitaire de documentation: 034380256
- Virtual International Authority File: 114831631
- WorldCat: E39PBJyxh33MjpXPtKTrDWhbVC